# Ligazy
Ligazy, syntetazy (EC 6) – klasa enzymów katalizujących powstawanie wiązań chemicznych między cząsteczkami, przy wykorzystaniu do tego energii pochodzącej z hydrolizy ATP. 
Ligazy dzielą się na podklasy według klasyfikacji numerycznej EC, w zależności od typu tworzonego wiązania (C−O, C−S, C−N lub C−C). Ligazy DNA uczestniczą w łączeniu nici kwasu deoksyrybonukleinowego, karboksylaza pirogronianowa katalizuje przyłączenie dwutlenku węgla do anionu pirogronianowego – tworzenie szczawiooctanu. Ich działanie można przedstawić ogólnie jako: A + B → AB.
Przykłady:
- karboksylazy – przyspieszają powstawanie wiązań C−C
- syntetaza glutaminowa – katalizuje powstawanie wiązań C−N